# Экрем-Кемаль, Дьёрдь
Дьёрдь Экрем-Кемаль (венг. Ekrem-Kemál György; 29 июня 1945, Будапешт, Королевство Венгрия — 12 июня 2009) — венгерский политик ультраправого толка, приверженец идеи «хунгаризма», лидер венгерских неонацистских и антисемитских организаций.

## Биография
Родился 29 июня 1945 года в турецко-венгерской семье. Его отец, Экрем Кемаль, был видной фигурой в венгерском восстании 1956 года против советских войск, был казнен во время подавления восстания, став мучеником среди венгерских крайне правых идеологов. Сам сын решил пойти по стопам своего отца, принимая участия в различных диссидентских антикоммунистических организациях.
20 апреля 1994 года, в день рождения Гитлера, Экрем-Кемаль, уже известный деятель в венгерских крайне правых кругах (в основном благодаря своему отцу), основал Партию хунгаристов Венгрии (венг. Magyar Hungarista Mozgalom, MHM) вместе с Иштваном Дьёркёшем и Альбертом Сабо. Это была в значительной степени неудачная попытка объединить все крайне правые политические партии и движения Венгрии под лозунгом «хунгаризма» (фашистской идеологии, характеризующейся уникальной концепцией расового превосходства и традиционного для фашизма антисемитизма), исторического идеологического принципа Партии скрещенных стрел, существовавшей с 1944 по 1945 год. Поэтому к 1996 году партия раскололась.

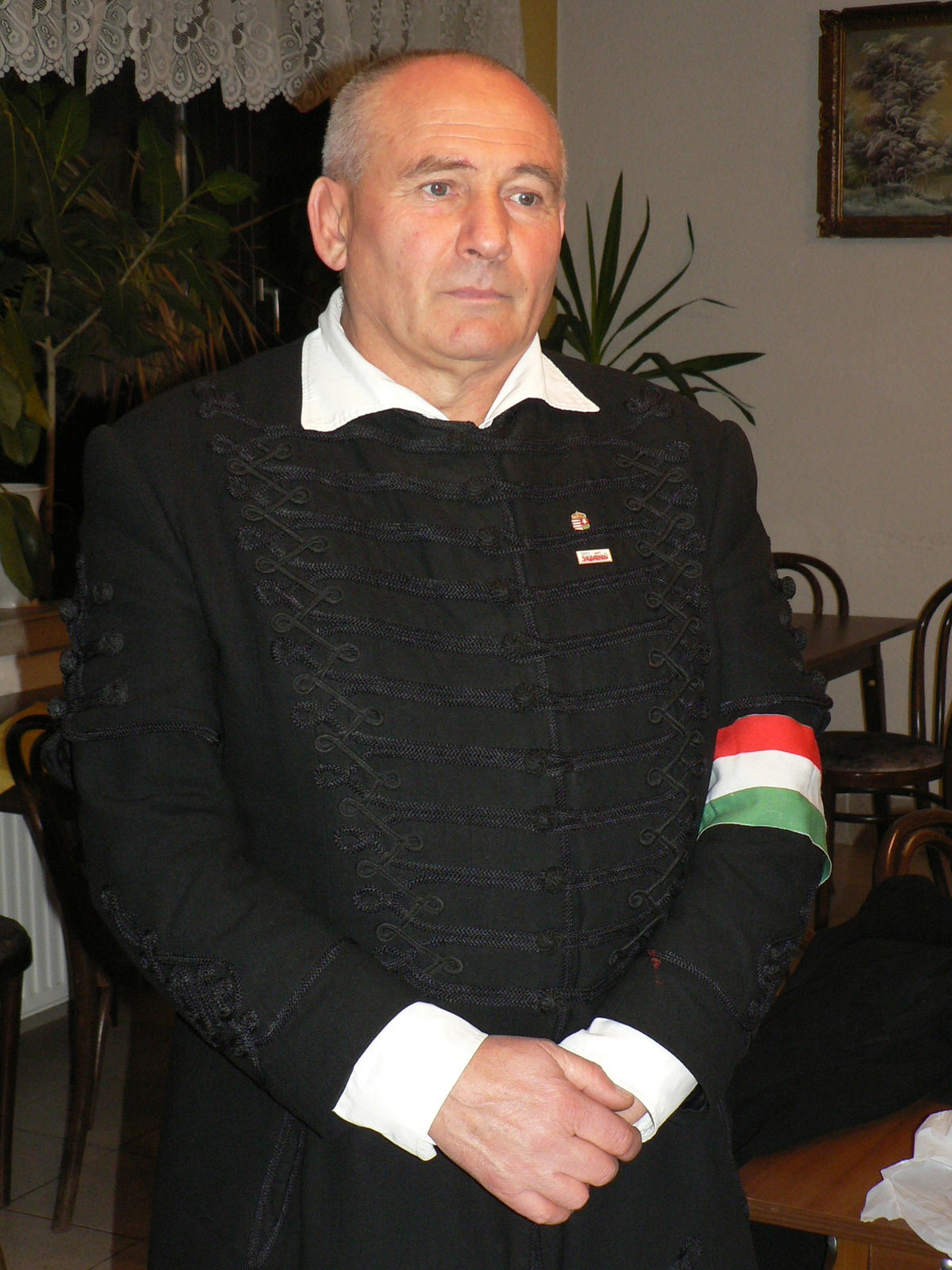
Экрем-Кемаль в 2007 году

В этом же году Экрем-Кемаль основал небольшую организацию «Ассоциацию преследуемых коммунизмом» (венг. Kommunizmus Üldözötteinek Szövetsége, KÜSZ), созданную с целью свержения относительно нового парламентского правительства. KÜSZ заявила, что предпримет эти действия, чтобы продолжить наследие Партии скрещенных стрел. Одновременно с этим Экрем-Кемаль возглавлял другую ультраправую организацию — Венгерскую национальную партию свободы (венг. Magyar Nemzeti Szabadság Párt, MNSZP).
В 1997 году был арестован после его связи с атаками с использованием самодельных бомб на офисы Венгерской социалистической партии (MSZP). В мае 2001 года был признан виновным в попытке организовать государственный переворот против конституционного порядка Венгрии. Верховный суд Венгрии сократил его срок до 4 лет условно на основании того, что его движение имело «очень мало шансов» достичь своей цели.
В 2006 году вновь обрел известность в честь 40-летия Венгерского восстания. Он присоединился к Революционному национальному комитету и публично выступал на протестах на площади Кошута, призывая протестующих вспомнить события 40-летней давности и сплотиться против существующего порядка правительства.
Умер 12 июня 2009 года после продолжительной борьбы с раком лёгких.